# Incasoctenus
Incasoctenus is een monotypisch geslacht van spinnen uit de  familie van de Ctenidae (kamspinnen).

## Soort
- Incasoctenus perplexus Mello-Leitão, 1942